# Friedrich Karl Oehler
Friedrich Karl Oehler (* 19. August 1844 in Weisweil; † 12. März 1910 in Heidelberg) war ein evangelischer Theologe und Prälat der Evangelischen Landeskirche in Baden.

## Leben und Beruf
Oehler wuchs in Wittenweier (heute Gemeinde Schwanau) in Südbaden auf, wo sein Vater Gemeinde- und Bezirksrat war. Er besuchte dort die Volksschule und anschließend das Lyzeum in Lahr/Schwarzwald, später in Karlsruhe. Dann studierte er Theologie in Halle (Saale) und Heidelberg. Während seines Studiums wurde er 1863 Mitglied der Schwarzburgbund-Verbindung Tuiskonia Halle. Nach dem Studium war er Vikar in Betberg (heute Ortsteil von Buggingen), wo er auch seine spätere Gattin Mathilde Werner kennenlernte, sowie in Laufen (heute Ortsteil von Sulzburg) und Meßkirch. Seine erste Pfarrei wurde ihm in St. Georgen im Schwarzwald angeboten, doch kam er 1879 für lange Jahre nach Pforzheim. Von dort wurde er 1894 in den Oberkirchenrat berufen. Während seiner dortigen Tätigkeit war er weiterhin auch als Pfarrer tätig.
1904 wurde Oehler als Nachfolger von Albert Helbing, der das Amt des Präsidenten des Oberkirchenrats übernahm, zum Prälat und somit geistlichen Oberhaupt der Evangelischen Landeskirche in Baden berufen. Oehler und Helbing bildeten zusammen die Leitung der badischen Landeskirche, welcher damals der jeweilige Großherzog Badens als „summus episcopus“ vorstand.
1909 legte Oehler sein Amt nieder. Sein Nachfolger als Prälat der Evangelischen Landeskirche in Baden wurde Ludwig Schmitthenner, der die geistliche Leitung der Landeskirche über das Jahr 1918 (Wegfall des landesherrlichen Kirchenregiments) hinaus innehatte.
Oehler verstarb schon ein Jahr nach seinem Ausscheiden als Prälat im März 1910 in Karlsruhe.